# Robert Mayer

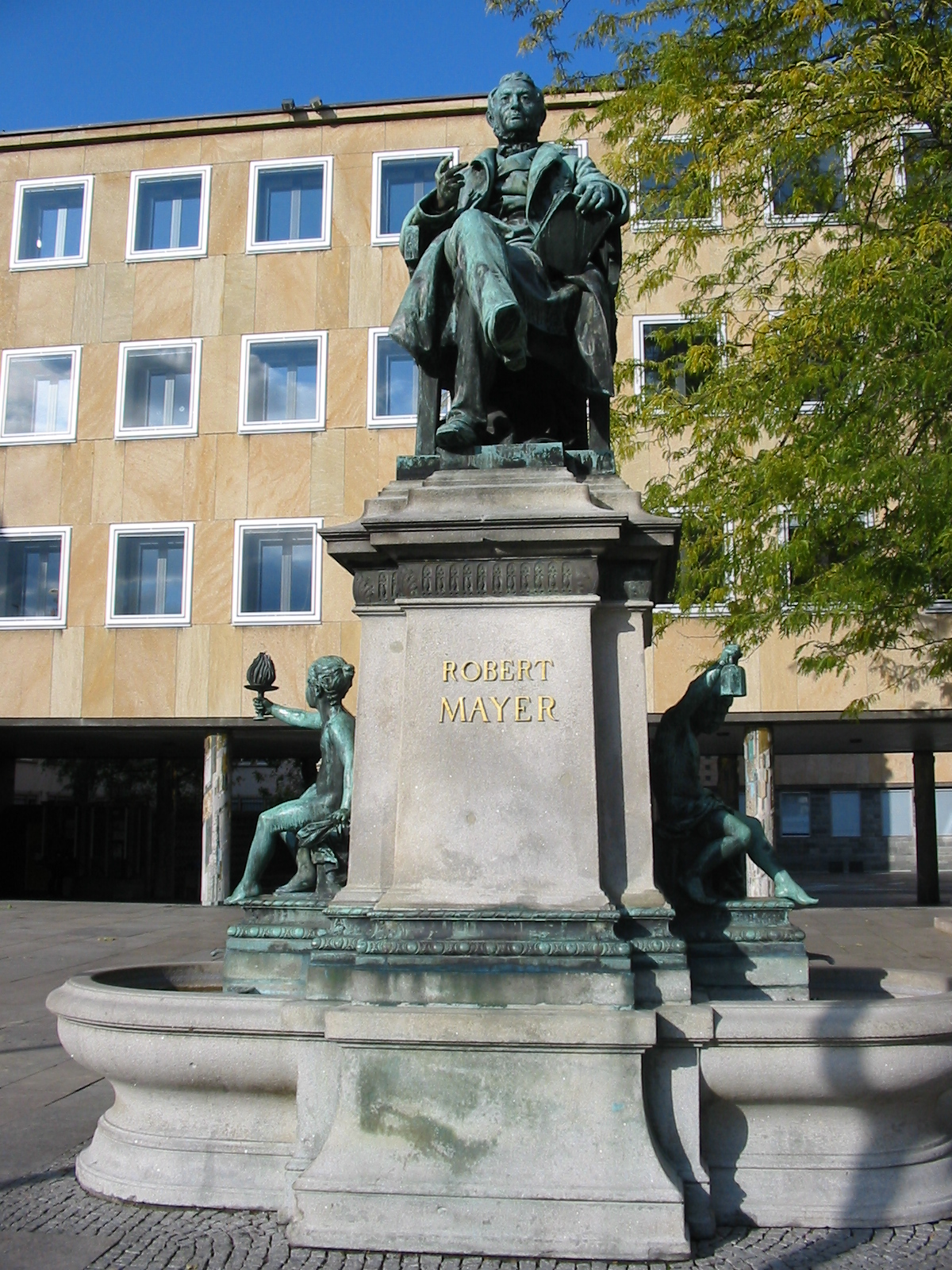
Minnesmärke på Marktplatz i Heilbronn.

Julius Robert von Mayer, född 24 november 1814 i Heilbronn, död där 20 mars 1878, var en tysk läkare och fysiker.

## Biografi
Mayer var son till en apotekare i Heilbronn, studerade vid gymnasiet där och sedermera på det teologiska seminariet i Schönthal, där han avlade mogenhetsexamen. Han tog 1838 läkarexamen i Stuttgart och började därefter praktik i sin födelsestad, men tog 1840 tjänst som skeppsläkare på en holländsk ostindiefarare. Under resan inträffade inga sjukdomsfall, varför han fördrev tiden med att utföra fysiska försök med några medtagna enkla instrument och för övrigt försjönk i naturbetraktelser. Vid åderlåtningar av nyanlända européer på Java fann han deras venösa blod ovanligt rött, antydande en minskad ämnesomsättning till följd av den höga lufttemperaturen. Av detta drog han slutsatsen att energin i födoämnena delvis förvandlas i värme, och leddes av andra omständigheter att anta, att även mekaniskt arbete kan förvandlas till värme, så att alltid ett bestämt förhållande äger rum mellan det omsatta arbetet och den ur detta utvunna värmen.
Efter hemkomsten till Heilbronn utarbetade han en avhandling Über quantitative und qualitative Bestimmung der Kräfte, som dock 1841 refuserades av Johann Christian Poggendorffs "Annaler". I omarbetat skick publicerades den dock 1842 i "Annalen der Chemie und Pharmacie" under titeln Bemerkungen über die Kräfte der unbelebten Natur. I denna avhandling framställde han för första gången satsen om likvärdighet mellan arbete och värme och beräknade ur gasernas specifika värme, att en kropp med massan 1 kg, vilken faller 365 meter (senare beräknat till är 426 meter), vinner en värmemängd av 1 kcal. Fransmannen Nicolas Léonard Sadi Carnot kände sannolikt till denna sats, men en för tidig död (1832) hindrade honom att offentliggöra densamma. År 1845 utgav Mayer avhandlingen Die Organische Bewegung in ihrem Zusammenhang mit dem Stoffwechsel, i vilken han särskilt behandlar sin sats betydelse för fysiologin, och 1848 avhandlingen Beiträge zur Dynamik des Himmels, i vilken han uttalar den bekanta åsikten, att den genom strålning förlorade solvärmen ersätts genom värmeutveckling vid meteorers instörtande i solen. 
Under tiden hade emellertid Ludvig August Colding i Danmark och James Prescott Joule i England (1843) samt Hermann von Helmholtz i Tyskland (1848) oberoende av Mayer utarbetat samma sats i skrifter, som i många stycken var överlägsna Mayers. Detta ledde till en del obehagliga prioritetsstrider, där Mayers insatser i hög grad nedvärderades. Mayer, som kände sig kränkt av en omgivning som antydde att han led av storhetsvansinne, kastade sig själv 1850 in i striden, men nedbröts av svår nervsjukdom och hölls 1852-54 internerad på en sinnessjukanstalt, där han enligt tidens sed behandlades med tvångsstol och tvångströja och endast långsamt återhämtade sig.
Först 1869 fattade han åter pennan och utgav ett samma år vid naturforskarmötet i Innsbruck hållet föredrag, i vilket han märkligt nog uppträdde mot den ur värmeteorins andra huvudsats dragna slutsatsen, att världsmekanismen strävar mot ett oundvikligt slut, den av Rudolf Clausius kallade "värmedöden". Mayers stora betydelse för vetenskapen vann då mer allmänt erkännande: han utnämndes till hedersdoktor i Tübingen, till ledamot av flera akademier, Franska vetenskapsakademien tilldelade honom Ponceletpriset 1869, Royal Society i London Copleymedaljen 1871 och württembergska regeringen förlänade honom adligt stånd. Han utgav även några ytterligare mindre föredrag och avhandlingar, av vilka den sista, Über Auslösung, är den mest betydande. År 1867 utkom hans samlade avhandlingar under titeln Die Mechanik der Wärme (ny utvidgad upplagan 1874; tredje upplagan 1893). Mayers brevväxling med Wilhelm Griesinger utgavs 1889 av William Preyer, hans Kleinere Schriften und Briefe utgavs 1893 av Jakob Johann von Weyrauch, även försedd med en biografi över Mayer.
Mayers öde att möta häftigt motstånd och kompakt liknöjdhet, då han sökte framföra sin sats, om vars stora betydelse han var starkt övertygad, är en ganska vanlig företeelse - även Coldings och Helmholtz grundläggande arbeten i fråga om värmens likvärdighet med arbete blev ej publicerade i de tidskrifter, till vilka de först inlämnades. Att Mayer i ovanligt hög grad drabbades av detta, berodde utan tvivel därpå, att han huvudsakligen gick ut från fysiologiska rön, och än mer att han använde naturfilosofiska betraktelsesätt, då han ville bevisa en fysisk sats. "Verkan är lika med orsaken" och "ur intet framkommer intet" är hans huvudprinciper. Även hans teologiska lärotid har lämnat otvetydiga spår i hans skrifter.

## Eftermäle
Asteroiden 10786 Robertmayer är uppkallad efter honom.